# اسکو آهو
اسکو آهو (انگلیسی: Esko Aho؛ زادهٔ ۲۰ مهٔ ۱۹۵۴) یک سیاست‌مدار اهل فنلاند است که از ۲۶ آوریل ۱۹۹۱ تا ۱۳ آوریل ۱۹۹۵ سمت نخست‌وزیری فنلاند را برعهده داشت. وی از دانشگاه هلسینکی فارغ‌التحصیل شده‌است.